# بچه‌ها و ماهی
بچه‌ها و ماهی (لهستانی: Dzieci i ryby) یک فیلم داستانی لهستانی به کارگردانی یاتسک برومسکی است که در سال ۱۹۹۷ منتشر شد. عنوان فیلم برگرفته از یک ضرب‌المثل لهستانی است که می‌گوید «بچه‌ها و ماهی‌ها هر دو باید ساکت باشند.»

## گزیدهٔ بازیگران
- آنا رومانتوفسکا
- کشیشتف استروئینسکی
- گابریلا کوفناتسکا
- یان نووینسکی
- یان فریچ
- یولیا کُلبرگر
- سزاری پازورا
- دانیل اولبریخسکی
- رافائو ماچکوویاک
- ماوگوژاتا پیچینسکا
- آنری سروکا
- اوا ژنتک
- بئاتا شچیباکوفنا
- آدام فرنتسی
- لوتسینا مالِـتس
- یوآنا بروژیک
- استانیسواف باناشوک
- آندژی نِـیمان